# Bezpieczeństwo wodne
Bezpieczeństwo wodne – pojęcie określające zdolność danej populacji do zapewnienia sobie dostępu do źródeł wody pitnej. Zapewnienie bezpieczeństwa wodnego jest narastającym problemem, gdyż mają na niego wpływ takie czynniki jak przyrost naturalny, susze, zmiany klimatu, zjawiska El Niño i La Niña, coraz większe zanieczyszczenie istniejących źródeł wody, zbędne zużycie wody przez przemysł i nadmierne zużywanie wód gruntowych i artezyjskich. Poziom bezpieczeństwa wodnego ulega drastycznej redukcji w wielu krajach świata zjawisko to określa się z języka angielskiego jako „water stress”.

## Obszary najbardziej zagrożone problemem dostępu do wody pitnej
Kraje i obszary mające problem z ilością dostępnej wody dla populacji i przemysłu to przede wszystkim Północna Afryka, Bliski Wschód, Indie, Chiny, Azja Centralna, Chile i Australia. Obecnie problem bezpieczeństwa wodnego dotyczy głównie krajów trzeciego świata i krajów rozwijających się, lecz także Stanów Zjednoczonych oraz innych krajów rozwiniętych jak Hiszpania i Włochy.

## Rywalizacja międzynarodowa
Przy rosnącej populacji świata zwiększa się konkurencja w dostępie do malejącej ilości wody. Przykładowo istnieją napięcia między Indiami a Pakistanem na temat tamy Baglihar (Baglihār Bāndh) mogącej mieć wpływ na bezpieczeństwo wodne Pakistanu. Konflikty istnieją też w rejonie Bliskiego Wschodu odnośnie do rzek Tygrys i Eufrat między Turcją a Jordanią i Irakiem, w Afryce co do wód Nilu, jak również w rejonie Azji środkowej między byłymi republikami ZSRR odnośnie do malejących zasobów morza Aralskiego.